# Giáo hoàng Ađêôđatô II
Ađêôđatô II (Tiếng Latinh: Adeodatus II) là vị giáo hoàng thứ 77 của Giáo hội Công giáo. Theo niên giám tòa thánh năm 1806 thì ông đắc cử Giáo hoàng vào năm 672 và ở ngôi Giáo hoàng trong 4 năm 2 tháng vài ngày. Niên giám năm 2003 xác định triều đại của ông bắt đầu vào ngày 11 tháng 4 năm 672 và kết thúc ngày 17 tháng 6 năm 676.
Adeodatus sinh tại Roma. Bằng nỗ lực truyền giáo, ông hết sức cố gắng giảng đạo cho dân Maronites gốc Armenia-Syria. Ông là vị Giáo hoàng đầu tiên dùng công thức "Chúc sức khoẻ và phép lành Toà Thánh" trong các thư từ của mình.Trong thời kỳ của ông một mối nguy hiểm mới đe doạ Kitô giáo: quân Saracens. Bị đẩy lùi trong cuộc vây hãm Constantinopolis, quân Saracens tiến đến Sicilia và chiếm Syracuse. Đức Adeodatus ban dân Venetians quyền bầu tổng trấn cho chính họ. 